# Гімназистки
«Гімназистки» («Les Collégiennes») — французька кінокомедія 1957 року, знята режисером Андре Юнебеллем.

## Сюжет
Історія юної дівчини, яка (після самогубства батька) прямо посеред семестру потрапляє до закритої школи. Приваблива і загадкова, вона відразу знаходить палких шанувальників (літнього вчителя малювання, молодого симпатичного музиканта) і навіть шанувальниць. Але все виявилося б надто просто, якби не було у світі заздрощів і ревнощів.

## У ролях
- Габі Морле — мадам Анселен
- Анрі Гісоль — Крістіан
- Марта Алісія — медсестра
- Сімона Бертьє — роль другого плану
- Крістін Карер — Монік
- Раймон Карл — роль другого плану
- Дані Сінтра — роль другого плану
- Софі Дом'є — Ніколь
- Сільві Дорлеак — Аделаїда
- Жозетт Греньє — роль другого плану
- Ельга Андерсен — Елен
- Жан-П'єр Жобер — роль другого плану
- Ролан Каліш — роль другого плану
- Марі-Елен Арно — Катрін Руайє
- Мадлен Барбюле — головна вихователька
- Аньєс Лоран — Анн-Марі
- Рене Бержерон — механік
- Естелла Блен — Марта
- Флоранс Брієр — професор математики
- Луїса Кольпейн — роль другого плану
- Піколетт — Бернадетт
- Люсі Фабіоль — мадам Летельє
- Фернан Фабр — лікар
- Анна Гайлор — Женев'єв
- Соланж Сікар — мати Марти
- Поль Гер — Жиль
- Вероніка Верлак — Соланж
- Марсель Айнія — роль другого плану
- Жаклін Марбо — роль другого плану
- Мад Сіамі — роль другого плану
- Андре Васлі — батько Марти
- Жаклін Коро — Софі
- Аніта Трейєнс — Бетті
- Олівія Шевальє — молодша учениця
- Івонн Жакмо — старшокласниця
- Катрін Делаланд — старшокласниця
- Жанна-Марі Демар — старшокласниця
- Катрін Денев — учениця
- Івонн Монлор — епізод

## Знімальна група
- Режисер — Андре Юнебелль
- Сценаристи — Жак Лансьєн, Арлетт Рейнер, Жан Ламберті, Жак Емманюель
- Оператор — Поль Котре
- Композитор — Жан Маріон
- Художники — Сідні Беттекс, Люсьєн Карре
- Продюсери — Люсьєн Массон, Рене Тевене